# Old Scatness

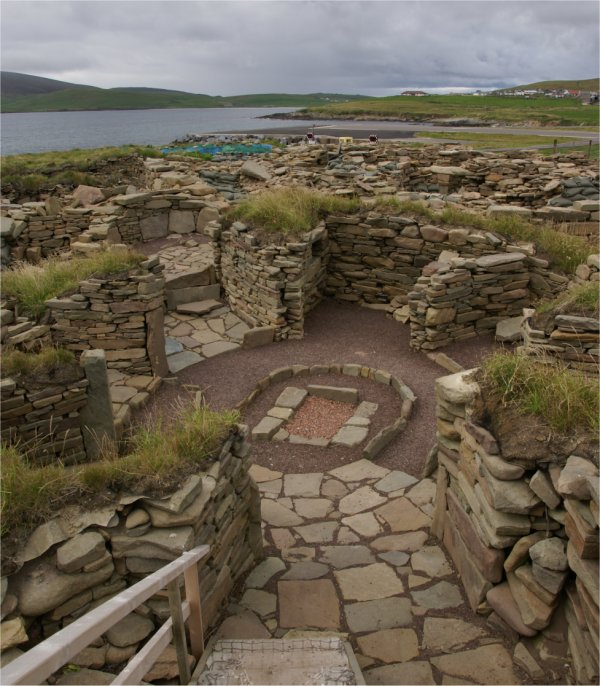
Old Scatness Wheelhouse

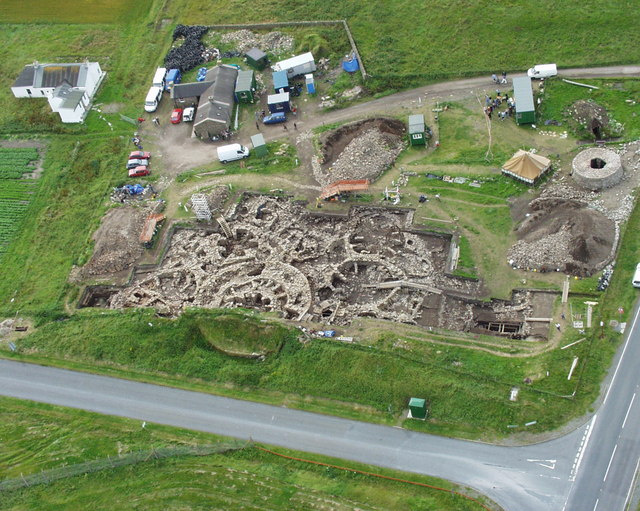
Luftaufnahme der Ausgrabung

Old Scatness ist eine historische Stätte im äußersten Süden der Shetlandinsel Mainland, nahe Sumburgh Airport, bestehend aus bronzezeitlichen, eisenzeitlichen, piktischen, wikingerzeitlichen und mittelalterlichen Überresten. Es war eine Jahrtausende genutzte Siedlung, in der alte Gebäude nicht mehr genutzt und neue hinzugefügt wurden. 
Der Broch wurde 1975 entdeckt. Seine Bauzeit fällt in den Zeitraum zwischen 400 und 200 v. Chr. Der Broch mit seiner ramponierten Außenwand ist noch mehrere Meter hoch. Er steht im Zentrum der Siedlung und scheint mindestens drei Nutzungsphasen zu haben. Während der ersten Phase wurde der Primärturm gebaut. In der zweiten Phase erfolgte der Umbau des Broch-Inneren, der das Einfügen einer sekundären Innenwand im südlichen und östlichen Teil und eine Reihe radialer Elemente beinhaltete. In der dritten Phase wurde innerhalb des Brochs ein Gebäude errichtet, das aus sechs oder mehr krummlinigen Zellen bestand, die sich um einen zentralen Bereich gruppierten, wobei ein Korridor nach Osten zur Brochwand führte.
Der Ort wurde zum ersten Mal während der Bauarbeiten für den Flughafen in den späten 1970er Jahren ausgegraben. Seit 1995 helfen Mitarbeiter und Studenten der University of Bradford, professionelle Archäologen und lokale Freiwillige beim Ausgraben und der Katalogisierung der Funde. Mit 14 Painted Pebbles besonders ertragreich erwiesen sich die Ausgrabungen am Old Scatness. 
Der Broch wird von dem Shetland Amenity Trust verwaltet.